# Čching-čou
Čching-čou (čínsky pchin-jinem Qīngzhōu, znaky 青州) je městský okres, který leží na západě městské prefektury Wej-fang v provincii Šan-tung v Čínské lidové republice. Do roku 1986 nesl okres jméno I-tu (čínsky pchin-jinem Yìdū xiàn, znaky 益都县). Čching-čou je dynamické průmyslové město s významnou zemědělskou produkcí. Místní úřady podporují zahraniční investice, okres udržuje těsné obchodní vztahy s více než padesáti okresy a regiony.
Čching-čou je město s dlouhou historií, objevuje se už v Knize historie. V mingské době bylo centrem prefektury.